# パンドラMAXシリーズVOL.1 ドラゴンナイツグロリアス
『パンドラMAXシリーズVOL.1ドラゴンナイツグロリアス』は1999年11月18日にパンドラボックスから PlayStation用ソフトとして発売されたRPG。

## 概要
パンドラボックスが世に出したゲームソフトの自社ブランド「パンドラMAXシリーズ」の第1作。キャッチコピーは同シリーズ共通の「1980円の超大作」。メモリーカード用シールが付属していた。
同社の社長であり、本ソフトのプロデューサーでもある飯島健男がゲーム中の全テキストを執筆している。三年の月日を費やしたと公言している通り、その文字数は70万に及ぶ。キャラクターデザインは当時同社社員だった上野かおりが担当。
ゲームは、通常はアドベンチャーゲームの様なパートで進行し、ダンジョンなどに突入すると、一般的なRPGの様なパートに切り替わる。ただし飯島は本作を、同社公式サイトの日記上で「アドベンチャーパートもあるが、あくまでRPGだ」と明言していた。ちなみに説明書に表記されているジャンルは「アドベンチャーRPG」。
飯島の過去作『BURAI』の約2倍、『学校であった怖い話』と約同等とされるテキスト量で、飯島自身が執筆したものとしては小説を含め過去最大であるが、1プレイは10時間以内に終わる。これは数十時間も掛かるRPGは内容が間延びすると考えた結果、短時間で終わるが何度でも遊べるゲームを目指した為である。過去には同路線として『ソウル＆ソード』や『学校であった怖い話』などショートストーリーを大量に盛り込んだ作品を出した飯島だったが長編を望むユーザーには不評であり、本作は短編と長編それぞれを望むユーザー双方を満足させるべく、「思い付いたときに気軽に遊べて、いつでもやめることができ、それでいて感動できる」ゲームを目指して制作されている。
当初は主人公達がドラゴンナイツになった後の旅を描くストーリーとなる予定であった。しかし、それでは通常の一本道のシナリオのRPGと大差無い内容となってしまうため、物語の本筋を切り落とし、その導入部のみを描く前日談的なストーリーとなった。その為、本作の正エンディングは意図的に完結させておらず、その先の物語はプレイヤーの想像に委ねると言う形になっている。

## ストーリー
※以下はトゥルーエンドに進んだ場合のストーリーであり、プレイヤーの選択やエンディングに応じて異なった展開となる。
カグランテス王国の誇る無敵の騎士団「ドラゴンナイツ」。竜を駆り、「守る」ためだけにその圧倒的な強さを発揮するこの騎士団に入隊することは、この国に生まれた男性全ての憧れであった。しかし入隊の為には年に一度、首都で行われる試験に合格しなければならない。試験の合格率は0.3%。しかも一度落第した者は二度と受ける事が出来ないが、それでも試験の時期には毎年多くの受験生が首都を目指していた。憧れのドラゴンナイツになる為に。
15歳の少年・ダイクはある夜、プリルと名乗るドラゴンフェアリーが語り掛けてくるという不思議な夢を見る。ダイクが「ホンモノ」になれば会えるというプリルの言葉に首を傾げながら眠るダイクだが、その眠りは突然妨げられた。彼は今、牢屋の中にいたのだ。同じく牢に入れられたのは、ダイクを叩き起こした不良、漁師らしき熱い男、そして冷静な少年。何故、自分がこのような状況に置かれているのか。ダイクはそれまでの出来事を回想する。

### 第一章
国の片隅にあるボーヘイム村。入隊試験の受験を許される15歳を迎えたダイクは、憧れのドラゴンナイツになるべく養父クリフに見送られて旅立った。そんな彼の前に村のガキ大将グーリコが現れて因縁を吹っ掛けてくる。グーリコに養父の贈り物を奪われるか、それを取り戻すべく洞窟に向かうか諦めるか、はたまたその場でグーリコを返り討ちにするか。いずれにせよダイクはボーヘイム村を後にする。

### 第二章
首都ハルキリアスに着いたダイクは試験の登録を済ませるが、直後、謎の声に導かれてドラゴンの宿舎に入り、空竜隊エースのマイケルに目をつけられてしまう。地竜隊のバーナードに助けられ、ダイクは試験開始までを酒場ブルーグラスで住み込みのアルバイトをしながら過ごす。しかし試験前夜、酒場での大騒動に巻き込まれ、その当事者らと共に牢に放り込まれてしまった。彼らも受験者だったがこのままでは誰も試験を受けられない。不安に駆られつつ回想を終えたダイクの元に試験教官が迎えに来る。彼が受験の条件として出した課題をクリアしたダイク達は、試験を受ける事を許された。宿舎ではその腕っ節で試験に強引に潜り込んだ自称世界最強の少女・リリスが待っていた。ダイク、不良のチコ、元漁師のボーボ、冷静なパット、そしてリリス。同じ班となった5人は運命共同体として試験に臨む事となった。

### 第三章
それから2ヶ月後。厳しい研修生活で多くの受験生は脱落し、宿舎を去っていったが、ダイクの班は無事に生き残っていた。マイケルの弟であるビリーとのごたごたなどはありつつも、研修を共に送るうちに班内の連帯は強まっていた。そしていよいよ本格的な試験が始まる。様々な試験地で繰り広げられる実地試験をダイクの班は協力して乗り越えていく。いくつもの試験を突破したある夜、最終試験を告げる号令が響いた。生き残った受験生は最終試験の地であるドラゴンの聖地へと向かう。

### 最終章
最終試験の第一段階は、受験生一人一人がそれぞれの試練を突破して聖地へと辿り着くことだった。ダイクは試験官のマイケルに認めさせ、続いてチコ、ボーボ、リリスも試練を乗り越えてくるが、パットは不合格になってしまった。実はパットはパトリシアという女性であり、ドラゴンナイツになりたいあまり、男装してまで試験に潜り込んだのだ。その心意気は間違いなく認められたのだが「ドラゴンは決して女性を乗せない」という理由により不合格となったという。つまりリリスも最初から合格の見込みはない。しかしやってみなければ分からないというダイクらの必死の懇願により、パトリシアも最後まで試験を受ける事を許された。
最後の試験とは、聖地に棲むドラゴンから選ばれることだった。ビリーは早々に選ばれて勝ち誇り、ボーボとチコも志望する隊とは違ったが晴れて入隊することができた。しかしパトリシアとリリスはやはり選ばれず、ダイクも同様だった。パトリシアが諦めかける中、ダイクは必死にプリルへと呼びかける。すると、それに呼応するように聖地の中心に光が降り、そこでとうとうダイクはプリルと対面を果たす。そしてダイクの相棒となるドラゴンが現れるが、それはドラゴンの王・カイザードラゴンであり、ドラゴンナイツ初代隊長であるホルス王子の相棒だったバムルだった。バムルは男性しかドラゴンナイツになれない理由を明かし、ダイクに問う。ホルスの定めた理念を貫くのか、女性もまた守るべく戦えるようにするのか。

### エピローグ
ダイクは考え、そして答えた。女性も愛する者を守れるようにするべきだと。それにより、パトリシアとリリスもドラゴンに選ばれ、ドラゴンナイツは男女の隔てなく入隊できる組織となった。こうして憧れのドラゴンナイツに入隊したダイクの班だったが、あまりの特例ぶりに国の混乱も大きく、しばらく宿舎での待機を余儀なくされてしまう。ある日、ワイバーンの群れを迎え撃つべくドラゴンナイツが出撃するも、ビリーがダイクの元に駆け込み、マイケルが撃墜されたからとバムルを貸すように懇願する。ダイクが躊躇しているとバムルは何故かビリーを乗せて飛び立っていった。
戦いが終わり、ドラゴンナイツが帰還する。バムルは恐るべき強さでワイバーンを蹴散らしたものの、受けた傷で既に瀕死だった。マイケルの撃墜はビリーの嘘であったが、死期を悟っていたバムルは敢えて戦場に向かったのだった。ドラゴンは平和の中でこそ繁栄できる種族だが平和を望まない敵も存在し、敵である「ドラゴンスレイヤー」から我が子を守る資格を持つ者をバムルは探していた。それがダイクだったのだ。最後の力で出産したバムルは、我が子をダイクに託して消滅する。それと同時にドラゴンスレイヤーも動き出し、ダイクはバムルの子を連れて一刻も早くそこを離れなければならなくなった。
プリルと共にひっそりと旅立とうとするダイクだったが、その彼を班の仲間達が相棒のドラゴンと共に追ってきた。皆、ドラゴンナイツを抜け、ダイクの旅に付き合うのだという。これからどんな敵が待ち受けていようとも、仲間と一緒なら何も恐れるものは無いとダイクは強く確信するのだった。

## システム
基本的にオーソドックスなRPGのスタイルを取るが、前述のようにストーリーそのものはアドベンチャーパートで進行する。
戦闘
フロントビューの戦闘である。特に真新しいシステムは見当たらないが、必殺技は段階を踏む必要がある。例えば、必殺技Aを使用するためには前のターンに必殺技Bを使用しなければならない。必殺技Bを使用するには前のターンで通常攻撃を行わなければならない。そして必殺技Aの次のターンには必殺技CとDが発動可能である。といった具合に必殺技は連鎖して繋げなければならない。魔法やアイテムは即座に発動する。
自由行動
試験の合間には首都を自由に行動出来る。各施設にいる一般市民や店員との会話（挨拶まわり）の他、武器屋や道具屋は売買だけではなくアルバイト（ミニゲーム）も可能。3D迷路、カジノと言ったミニゲームも用意されている。また、特定の人物とデートすることも可能であり、好感度を上げることでエンディングにも影響する。エンディングの用意されている女性キャラは五人だが、それ以外の男性キャラともデートが可能である。但し、何れも一定以上の好感度が必要。
分岐
通常のゲーム同様、プレイヤーの選択によって作中のイベントが分岐していくが、本作は同じ選択肢を選んでも全く違うイベントに遭遇したりストーリーが微妙に変化する場合がある。これは主人公の隠しパラメーターが影響しており、選択肢やイベントを通った順番、宝箱処理、戦闘中の行動に応じて変化し、周回時には辿った道筋によってパラメータ修正が加えられて次周へと引き継がれる。これにより、イベントの分岐が複雑且つ予測困難になっており、百人が遊べば、百通りのストーリーが出来上がるとされる。一方、この弊害でメッセージの既読スキップやバックログの搭載は適わなかった。
飯島はこの設計に対して「新しいタイプのRPG」という自信を語りつつも、何度も遊ばなければ気付かない点やシステム的に何度も遊ばせるための気力を削ぐ一面もある事を認めている。
エンディング
全部で25種類用意されているが、ストーリーの途中で終了するいわゆるバッドエンドが大半を占める。このゲームにはゲームオーバーが存在せず、全滅、試験に落ちると言った一般的なゲームで言うゲームオーバー状態となると、その時の状態に応じたバッドエンディングとなる。
主人公がドラゴンナイツになれた場合はグッドエンディングとなり、スタッフロールが流れる。ヒロインエンドの場合はスタッフロール中にそのヒロインの絵が表示される。ストーリーを最後まで進める事で見られるトゥルーエンディングは二種類存在する。
ドラゴンナイツになれなかった場合のバッドエンディングはスタッフロールが流れず、その内容は多岐に渡り必ずしも破滅的な結末とは限らないノーマルエンドのようなものもある。

## シナリオ
全四章で構成され、それぞれ取るべき行動や一部のシステムが変わる。
プロローグ
妖精プリルから多くの質問をされ、その返答によって主人公の初期パラメーターが決定する。中には「泳ぎ」「崖登り」など、プレイヤーが見ることが出来ないマスクデータも存在する。
ストーリーは牢屋の中から始まり、第一章と第二章はそこから回想しているという設定。そのため、第二章の最後に牢屋に入れられる以前に迎えるバッドエンドは、形は違えど全て牢屋の中に繋がる（犯罪を犯して投獄された、気が付いたら牢屋の中にいた、など）。
第1章
主人公ダイクの旅立ちの章。サハギンの洞窟と言うダンジョンの探索がメインとなるが、必ずしも行くとは限らない。多くの分岐点が存在する。
第2章
試験前の首都ハルキリアス。試験の登録、宿探し、アルバイトと、全てアドベンチャーパートで進行し、戦闘（一部例外在り）もダンジョンも無い。
第3章
ドラゴンナイツ試験が展開される、本編のメインとなる章。筆記試験→実地試験→休日のサイクルを繰り返す。筆記、実地への参加の有無、及び参加メンバーは自分で選択出来る（ただし、両方とも固定メンバーが一人以上いる）。筆記試験で良い成績を取ると、仲間だけでなく周りからの評価（知名度）も上がる。どちらにも参加しないことも可能だが、印象は悪くなり好感度も下がる。無論、一つでも不合格となればそこで落第となる。
最終章
最終試験。ラストダンジョン～最終イベントと言う流れとなるが、　ラストボスは存在せず、一応ラストダンジョンの入口にボス（試験官）がいる程度である。但し一人で戦わなければならない。
外伝「ビリーの青春」
トゥルーエンディング（二種類のいずれか）を迎えることで解禁される。本編の登場人物、ビリー・シュワンツのその後を描く短いシナリオ。エンディングは五種類でグッドエンドは一つ。

## 登場人物

### 主要人物

#### 主人公と仲間達
ダイク・トンプソン
主人公。ボーヘイム村出身の15歳。ドラゴンナイツを夢見る平凡な少年。プレイヤー次第で様々な人生を歩む。
800年前のホルス王子と同様、カイザードラゴンの言葉を理解する能力を持つ。シナリオ初期案では旅の途中でその理由や出生の秘密が明かされる予定だったが、本作中では特に描かれる事は無かった。
戦闘での能力は、物理戦も魔法もこなす万能型。ステータスは周回で受け継がれ続けるので、ストーリーを周回する度に強くなり続ける。このシステムを利用して、初回では戦闘での負けイベントとも取れるような強さを持った敵相手にもいずれは勝てるようになり、勝つ事で例外を認めさせたり本筋から脱線したエンディングに向かう事もできる（逆に負けるのが難しくなってくるので、わざと負けたい場合は自滅するような手段も必要になる）
チコ・ナバント
スラムの暴れん坊。16歳。30人を病院送りにした罪で投獄されるはずだったが、ドラゴンナイツになれば免罪となると聞き試験を受けに来た。荒っぽく口は悪いが仲間思い。関西弁で話す。頭を使うのは苦手なので筆記試験を受けさせることは出来ない。
実は受験前は喧嘩が強かった訳ではなく、30人を病院送りにした件も不良グループの抗争の身代わりにされただけである。この事実はチコと出掛けてあるイベントを起こした時に判明する。
空竜隊志望だったが、最終試験ではドラゴンサウルス（地竜系）に選ばれたので地竜隊に入隊する。
パット・デュケン
バルセンテス国出身。17歳。冷静で頭脳明晰だが他人をあまり信用しない。しかしダイク達と試験を乗り越えていくうちに信頼を育んでいく。筆記試験には強制参加。
実は女性であり、本名は「パトリシア」。どうしてもドラゴンナイツになりたかったために男装して試験に潜り込んだ。怪しまれないように他国の人間を装っているが、生粋のカグランテス人で、移動劇団で育った。そのため、演技は巧みで、男装中は本来の清楚な性格を全く表に出さず、周囲に悟られることなくクールな少年を演じていた。正体が明かされるのは終盤だが、それ以前にパットと出掛けてあるイベントを起こすことでも判明し、本来の姿でデートに連れ出すことが可能。ヒロイン候補の一人。
ダイクが「女性もドラゴンナイツになれる」という選択をした場合はプロントドラゴン（海竜系）に選ばれ、海竜隊に入隊する。
ボーボ・ゲンタツ
36歳だが、息子の遺志を継いでドラゴンナイツ入隊目指す元漁師。最初から漁師を目指していたので、今まで入隊試験を受けておらず試験を受ける資格を持っていた。お調子者だが情熱的。年齢の割には思慮が浅い面もあるが、勉強はそれなりに得意。そのためパット以外に筆記試験を受けさせることが出来る唯一のメンバーである。妻子がいたが、すでに亡くしている。「うん」が口癖。
元漁師という事で海竜隊志望であり、逆に高所恐怖症の為に空竜隊は考えていなかった。しかし結果的にウイングドラゴン（ビリーを選んだスカイドラゴンよりも上位種）に選ばれ、空竜隊への入隊を果たす。ドラゴンには息子の名前を付けた。
デザイン初期段階では現在よりも若い外見だった。
リリス・ランバルディ
15歳の少女だが、男性だけが受験資格のあるドラゴンナイツ試験に対し教官を圧倒する強さを理由に無理矢理潜り込んだ、無差別級大武闘大会前年度覇者。自分勝手で大飯喰らい。その強さの理由は不明で、当人曰く「生まれた時から強かった」。実地試験には強制的に参加する。試験中は高い戦闘力を理由に鉄球を装着させられるハンデを付けられるが、素早さが大幅にダウンするだけ（行動がほぼ一番最後になる）で、むしろ鉄球が武器になって攻撃力が上がる（鉄球以外の武器は装備不能）。初期レベルが40と高いがパラメーターにはムラがあり、試験中はパーティーを外れる事もある為その強さが活かされる事は少ない。あるイベントで戦うことが出来るが、その強さはシナリオ内で言われている通りにゲーム中最強。撃破出来れば特殊なエンディングが発生する。ヒロイン候補の一人。
しかしいくら強くとも最終試験では女性故にどのドラゴンに選ばれる事も無く、強引に乗ろうとしても振り落とされ、やがてグリッケン達に諦めるように諭される。その後、ダイクが「女性もドラゴンナイツになれる」という選択をした場合は、巨大なマウントドラゴン（地竜系）に選ばれて地竜隊に入隊する。
デザインの第一稿では格闘少女風だったがチェックの度に違う要望が出され、ドレス姿などに変わって行き、最終的に現在の形になった。
プリル
ダイクの旅立ちの日に夢に現れた妖精（ドラゴンフェアリー）。勝気で男勝りな性格。普通の人には姿が見えず、ダイクが「ホンモノ」の男にならないと会えないと言う。ストーリーの節目にダイクの夢に現れる他、バッドエンディングを迎える度にダイク（プレイヤー）に労いの言葉を掛けて次のプレイを促す（リリスに勝ったエンディングの場合は驚きの台詞に変わる）。
最終試験においてダイクと対面を果たし、以降は彼の傍に付き従うようになる。トゥルーエンドルートではバムルの決意を初めから知っていたが、ダイクには断片的にしか知らせず、バムルの遺志通りにダイクが赤子を受け取り旅立つように促していた。その後、ダイクと共に旅立つ。
『ラビッシュ・ブレイズン』では時期は不明だが、ダイクとの旅の途中にある事情で一時彼と別れ、カーレイル国にあるケイレーズの森を訪れていた。その際に、ただ通り掛っただけのアルフレッド達に姿を晒すことになるが、本人曰く、気を緩めれば普通の人にも見えるためらしい。
初期案ではストーリー中に人間になる予定であり、キャラクターデザインも最初に人間体の方が作られていた。『ラビッシュブレイズン』収録の設定資料にはプリルの人間体らしきラフが没キャラとして掲載されている。

#### 入隊試験関係者
ビリー・シュワンツ
マイケルの弟でダイク達と同期。家柄を鼻に掛けている。成績こそ優秀だが、弱い者に容赦しない、口を開けば嫌味と悪口という、典型的な嫌な奴でダイク達と何度も衝突する。命知らずにもリリスに言い寄っているが、リリスには「歩くサイフ」としか思われていない。
最終試験ではいち早くスカイドラゴンに選ばれ、空竜隊への入隊を果たす（しかしボーボがより上位のウイングドラゴンに選ばれた事で悔しがる）。その後、ワイバーン襲撃の際に手柄目当てで嘘を吐き、バムルが命を落とす直接の原因を作ってしまう。結果、相棒のドラゴンにも見限られ、家柄の他ドラゴンナイツ全体に泥を塗った行為により激怒したマイケルに屋敷に軟禁されてしまう。
外伝ではその後のビリーが描かれる。軟禁後も全く反省の色が無く、ダイクやマイケルを逆恨みしながら過ごしていた。選択次第でその後の人生が決まるが、グッドエンドを除いていずれも惨めな一生を送る。グッドエンドルートでは屋敷を脱走した後にボーヘイム村に辿り着くも、グーリコに叩きのめされてしまい、倒れていたところをクリフに助けられ、旅支度を整えてもらった後にカグランテスを旅立って行った。
タートス・デミコム
ドラゴンナイツ研修生の鬼教官で、元空竜隊隊員。常に無表情で、研修生を「クズ共」「腰抜け」と呼ぶなど鬼教官らしい厳しい人物だが、最終試験時には激励を以って研修生を送り出した。お茶目な一面も持つ。あるイベントで戦うことが出来る。

### ドラゴンナイツ

#### 暁の三竜士
ドラゴンナイツの各隊の隊長達。尊敬の念を込めて「暁の三竜士」と呼ばれる。本来、それぞれの隊はエリート意識の強さから仲が悪いが、隊長3人については互いの実力を認め合い、酒を酌み交わして談笑するほど仲が良い。
ルーベンガルツ・ハッサウェイ
空竜隊隊長。甘いマスクが自慢のフェミニスト。31歳。髪の手入れには毎日3時間掛け、更に2時間はポージングや笑いの練習をしているという噂もある。相棒はウイングドラゴンキングの「プロメテウス」。「全ての女性のために戦う」ことをモットーとしており、その容姿で劇中ではファンが多い。しかしバムルの今際の際でも空気を読まず高笑いするなど、人間的に問題のある部分も見受けられる。トゥルーエンドルートでは誰も立ち会った事の無いドラゴンの出産の瞬間を見たいあまり傲慢且つ苛烈な本性を表し、ダイクと対峙する。その場はグリッケンに阻まれた事で退くも、ダイクを自分の部隊に引き入れる事は最後まで諦めなかった。
グリッケン・バックファイア
地竜隊隊長。義理人情に厚い、千の傷を持つ隻眼の無頼漢。37歳。モットーは「男は喋る前に動け」。3人の隊長の中では一番の人格者で国民に最も慕われているドラゴンナイツであるが、人気ランキングを作るファンクラブのメンバーは女性が大半なので、ルーベンガルツらよりも常にランクが下である（それでも4位をキープしている）。相棒はグレートタスクドラゴンの「ガイア」。
バムルの死と出産に際にはルーベンガルツを叱責し、ダイク達の味方の立場を取る。その後、バムルの子を連れて街を去ろうとしたダイクの前の現れ、その旅立ちを見送った。
『ごちゃちる』ではクイズ出題者として登場する。
ギルティ・ジャド
海竜隊隊長。冷静沈着にして完全無欠の現実主義者。26歳。感情をほとんど表に出さず、口数も少ない。3人の隊長で唯一他国の出身。初陣では17歳でありながら、それまでドラゴンナイツすら苦戦していた海賊を撃破した。そのため「ゴッド・ボーイ」の異名を持つ。相棒はシーミストドラゴンの「ギャモン」。入隊前は受験生ですらない浮浪者だったが、手違いで湾の外に出てしまったギャモンを一瞬で手懐けた事から入隊したという、異例の経歴の持ち主。
バムルの出産の際は当初はルーベンガルツに賛同していたが、グリッケンに「ドラゴンを裏切る事になる」と諭され、潔く諦めた。

#### 隊員
マイケル・シュワンツ
空竜隊のエース。生粋のエリートであるため非常にプライドが高く無能な者を嫌うが、逆に庶民や田舎者であろうとも認めた者には敬意を払う。当初はダイクを見下しており、最終試験ではダイクの試験官としてガベロ、ラムゼイと共に立ちはだかるも、戦いを経てダイクを認めることになる。その厳しさは身内にも向けられ、弟のビリーがバムルを瀕死に追い込んだ上に悪びれず助けを求めてきた際には突き放し、「この場で自分をビリー共々斬り捨てていい」とまで言い切ってダイクに謝罪した。
ラストダンジョンの入り口で戦う事になるが、以降はボスキャラクターが存在しない為、本作の実質的なラストボスとなる。
シグナス・ブライトン
地竜隊のエース。無類の酒好きだが、いざ戦いとなると完璧な仕事をこなす。しかし酒が入っているとやや喧嘩っ早く、冷静に事を運べない未熟さも残っている。最終試験においてパットの試験官を務めるが、その実力を認めながらも性別を知ってしまった事で不合格にしようとした。しかしダイク達の必死の頼みを聞き入れ、最後まで試験を受ける事を認める。
海竜隊のエース
最終試験にてチコの試験官を務めた人物。名前や容姿は不明だが、チコ曰く全く歯が立たないほど強かったらしい。何度でも立ち上がり向かってくるチコの根性と実力を認め、合格とした。
バーナード・カーニー
地竜隊の隊員。強く優しい性格で、マイケルに絡まれていたダイクを助ける。
ガベロ
マイケルの取り巻き。怪力自慢。スラム出身者で、巨漢の不良とライバル同士であるが、対決の方法は何故か指相撲である。
ラムゼイ
同じくマイケルの取り巻き。強きを助け、弱きを挫く小心者で、なぜドラゴンナイツになれたのか疑問なほど。しかし彼の兄は公園を歩く恋人達に石を投げつけようとするなど、ラムゼイ以上に問題のある人物なので苦労している。

### ヒロイン候補
条件を満たすと恋愛関係になれるキャラ。この三人の他にリリスとパトリシアも含まれる。いずれも恋愛関係になった後、最終試験で「男性だけがドラゴンナイツになれる」選択をした場合に個別のエンディングを迎える事ができる。この三人に限り、試験を怠けて迎えるバッドエンドではビリーの彼女になってダイクとは破局するものが用意されている。
ポーチェ・パトランジェ
酒場「ブルーグラス」のウエイトレス。15歳。大人しく御淑やかだが、少々夢見がちな女の子。実はウエイトレスであると同時に店のオーナーである。第二章では彼女の酒場に泊り込んで働くことになる。日中に仕事を手伝ったりミニゲームを上手くこなせば好感度が上がるが、仲良くしたくない場合はイベントをスキップすることが可能（二周目以降）。ヒロイン候補の中でも最もエンディングが多く、バッドエンドでも彼女と結ばれるものが複数存在する。
実は伝説で語られる大魔女ビビの血を引いており、彼女自身もその魔力を受け継いでいる。これはポーチェと旅立つエンディングを迎えた場合に明かされ、その際の彼女によるとダイクと出会うことも彼の運命もずっと前から知っていたという。
『Catch! 〜気持ちセンセーション〜』によると誕生日は3月15日。血液型はA型。
ティナ・カラット
酒場「レッドシャーク」の看板娘。お高くとまったお嬢様で、庶民を見下す。我が儘なので、デートの行き先には厳しい。金持ちにある種のコンプレックスを抱いており、庶民を見下す態度もそれに起因する。
『ごちゃちる』のミニゲームでは店に回転寿司を設置するも、変なネタばかり流して集団食中毒を出してしまった。
マリアン・カルティーノ
海鮮問屋のボーイッシュな娘。失恋の反動で、初対面のダイクに大胆な頼みごとをする。

### その他

#### ボーヘイム村住人
クリフ
ダイクの育ての親。親友の息子であるダイクを預かり、男手ひとつで育て上げた。かつてはかなりの猛者であった。
実は元ドラゴンナイツであり、先先代の地竜隊隊長という過去を持つ。この事はダイクにも話しておらず、リリスに勝利した場合のエンディングでのみ明かされる。正体が国王に知られてからは、教官として半ば強制的に迎えられてしまう。
明確ではないものの、パトリシアがドラゴンナイツに助けられた時の回想でも登場しており、彼女が男装してでも入隊しようという動機を抱かせた人物である。この時「女性がドラゴンナイツになるのは大変厳しい」と言うが、パトリシアがそれでも諦めずに入る事を告げると、それ以上は否定せずに励ました。この事から、ドラゴンナイツの伝統だけにとらわれない柔軟な価値観を持った人格者である事がうかがえる。
ダイクが試験に落ちて故郷に帰った場合は変わらず迎えるが、あるエンディングではダイクが試験を受けている間に死亡している。
ポーチェに対しては好印象のようで、ダイクを追って故郷まで押しかけて来た際には直ぐに仲良くなり「お前にはもったいないくらいの娘だ」と冗談を言ってダイクとの仲を認めている。
グーリコ・ドバキントン
ボーヘイムのガキ大将。強きを助け、弱きを挫くタイプで、常に取り巻きを連れている。ボキャブラリーが独特。ドラゴンナイツ入隊試験に失敗している。ダイクの最初の障害となり、彼への対応で第一章の内容が大きく変わる。展開によっては改心してダイクと親友になったり、サハギンの洞窟のモンスターを従える怪獣王になる事もある。
外伝ではビリーと戦う事になるが、彼が空腹で力が出なかったこともあってかあっさり負かしてしまう。
デザインのイメージは「ゴブリンとカバを足して割ったキャラ」。しかしデザイン時点では人間のようにならず、リテイクを繰り返して現在の形になった。

#### ハルキリアス住人
ノース・カラット
ティナの父。「レッドシャーク」の経営者。貧乏人を叩き出すのが得意なナイスミドル。試験が始まってからレッドシャークを訪れると、試験に生き残っているダイクを見込んでアルバイトに雇う（ブルーグラスのアルバイトよりも難易度が高い）。
マディガン・クロウ
スラムの帝王。ミニゲーム100人抜きで99人倒すと最後に戦うことになる。いくつかのエンディングに関わっているが、いずれも救いの無い結末ばかりである。
不良三人組
スラムの不良。スラム街を訪れたダイクに絡んでくる。今作のみならず、シリーズに毎回登場することになる。
詩人館の三人
詩人館「ポエトリーハート」に所属する個性的なポエマー達。払った料金や見せたアイテムによって様々な詩を聞かせてくれる。誰かとデート中に街中で遭遇することもある。上野がデザインしたのはシンシアのみで、他の2人は別のデザイナーが担当した。
シンシア・ファルセット
天使のような羽飾りを付けた女性。「夢見るクールビューティ」と呼ばれる通り、不思議な詩を歌う。詩人館での上品な振る舞いは演じている部分が大きく、素は姉御肌でサバサバした性格。
『ラビッシュブレイズン』では何故かエッチなグラビアの表紙を飾っている。
ジョセフ・ロートレック
「天国配達人」と呼ばれる吟遊詩人の美青年。文学的・哲学的な詩を歌う。
ゴンザレス・コメダワラ
「唄う暴走列車」と呼ばれる男性。「ベイベ」が口癖でノリの良い喋り方に反し、キュートな詩を歌う。
チャランポ・ラアン
ドラゴンナイツファンクラブ「ソウルラバーズ」の会長。12歳程度にしか見えない外見や言動のせいで幼く見えるが、実は18歳。研修生の人気ランキングで一位になるとあるアイテムをくれる。それを所持した状態でティナとのデートである場所に行くとチャランポと遭遇し、ダイクの評判を聞く事が出来る。実年齢よりも低く見られる事が悩みという設定がある。
パンドラボックスが過去に発売した『ソウル＆ソード』由来のキャラで、ファンクラブ名も同作から。しかし元ネタを知らない人間からは「チャランポ」という名前について「なんてセンスのないネーミング」と言われた事もあった。
王女
カグランテスの王女。リリスに勝利した場合のエンディングにのみ登場。「世界最強の漢」としてカグランテスの次期国王に選ばれたダイクと結婚する事になる。台詞は無い。

#### 伝承
バムル
800年前、ドラゴンナイツ誕生の契機となった伝説のカイザードラゴン。最終試験にて、800年ぶりに人間の前に姿を表す。その言葉はダイクのみが理解できる。聖地を訪れたダイクにドラゴンナイツの真実を明かし、今後のドラゴンナイツのあり方を問う。その返答を聞くと共にダイクをホルスの後継者として相棒とする。
トゥルーエンドルートではワイバーンの襲撃の際に、嘘を吐いたビリーを何故か乗せて飛び立ってしまう。実は死期を悟っており、全て承知の上で戦いに向かっていた。ワイバーン撃退後は既に虫の息で、新たなカイザードラゴンの赤子を産み落とし、ダイクに託して霧が散るように霞みながら消滅する。
ホルス・サラシュタン
800年前のカグランテス第三王子。ドラゴンナイツの創始者であり、バムルの言葉を理解出来た唯一の人間。突如として現れたバムルに騎士団を率いて挑み、3日に渡る戦いを繰り広げるも敵わず、しかしバムルが対話を求めてきた事で剣を収める。その後、バムルの申し出を受け入れ、ドラゴンナイツを創設した。ドラゴンナイツ初代団長としてその生涯を全うしたとされる。

## 設定
ドラゴンナイツ
カグランテス国が誇る最強の竜騎士団。隊員一人一人が相棒のドラゴンを駆り、カグランテス国を襲うあらゆる脅威と戦う。その力は「守るため」のみに行使され、いかなる理由でも攻め込む目的で出動する事はない。また、外部からの攻撃に対する報復行動を取る事も無い。空中戦に長けた空竜隊。地上では無類の強さを発揮する地竜隊。海上戦に長け、海中でも戦える海竜隊の三部隊で構成される。男性のみが入隊を許されるが、その理由は誰も知らない。元々は800年前にカイザードラゴンの「バムル」と時の王子「ホルス」によって組織されたものである。カグランテス国の男性全ての憧れの的であるが、入隊の為には年に一度開催される試験に合格しなければならない。引退は早く、凡そ40代を迎える頃には相棒のドラゴンとの別れを経て退役する。相棒の人間と別れたドラゴンは「聖地」へと帰る。尚、隊員が任期中に死亡した場合は相棒のドラゴンは1週間泣き叫び、聖地へと帰って行くとされる。
創設は800年前。それまでは「王国護衛団」によって国が守られていたが、突如現れたドラゴンの群れによって壊滅させられている。ドラゴン退治に向かったホルス王子がバムルと対話した事で、ドラゴンはカグランテスを守る為に来た事と、先に攻撃を仕掛けたのはドラゴンを悪と決めつけた人間だった事が判明し、人間とドラゴンは和解。その後、ホルスによって王国護衛団に代わる新たな組織として創設された。
男性しか入隊出来ない理由は、800年前にバムルがホルスと交わした約束にある。ドラゴンナイツの理念は「愛する者を守る為に戦う」であり、「戦う者＝男性」と「守るべき愛する者＝女性」を明確に線引きする事で、その理念を確固たるものにする為である。この約束の為、全てのドラゴンは決して女性を乗せる事が無い。終盤、ダイクは方針を変えて女性も守る側に立てるようにするか、愛する女性の為に男性が全力を尽くせる現状を維持するかの選択を迫られる。
この世界におけるドラゴンは動物ではなく霊体であり、「平和」そのものを糧としている。ドラゴンナイツという完全なる平和目的の組織に協力しているのも、平和を保つ事によって種族を繁栄させる為である。しかし平和を望まない者達も存在し、それらはドラゴンにとっても天敵となる。トゥルーエンディングでは平和を乱し、ドラゴンを脅かす「ドラゴンスレイヤー」と呼ばれる者達の存在が語られ、カイザードラゴンの赤子を託されたダイクの新たな敵となる事が示唆されている。
ドラゴンの種類や歴史など詳細な設定が作られているが、ゲーム中では実際は試験の問題程度にしか反映されていない。これらは当初のシナリオで活かされる予定だったが、シナリオの路線が変更された為である。
ドラゴンナイツ入隊試験
年に一度、カグランテスの首都・ハルキリアスで開催される試験。参加資格は「15歳以上の健康な男子である事」のみで、あとは500ゴールドの受験料を払えば身分に関係なく誰でも受けられる。但し、一人につき受けられる機会は一度だけで、落第した者は再挑戦は出来ない。但し年齢制限の上限は設けられていないため、受ける年齢が20以上でも30以上でも受ける資格は失われない。試験中は部屋ごとに5人の班を組む事になる。班は運命共同体であり、一人が脱落すれば全員が不合格となる連帯責任となっている。合格率は僅か0.3%の狭き門だが、記念受験も含めて毎年多くの志望者が詰めかけている。
試験中は宿舎が貸し出される為、住居や食事の心配は無い。試験期間は公表されず、実際に受けるまで分からない。試験とは言いつつも実際は長期間の研修であり、最初の数週間は学科と実技による基礎訓練のみだが、毎日重い岩を持たせられたり崖をよじ登ったりなど生傷の絶えない訓練をさせられ、その苛酷さからこの時点で脱落する者も多い。更に週末には筆記試験もある。休日の日曜日以外は朝から晩まで研修を行う。ある時期から実地試験が本格的に始まり、月曜日から木曜日までは今まで通りの研修、金曜日は筆記試験、土曜日は実地試験、日曜日は通常通り休日というサイクルを繰り返すようになる。
尚、受験料は嘗ては無料だったが、それ故に宿舎での生活目当てに浮浪者が押し寄せた事があり、73年前に敵国が受験生を装った刺客を送り込んで2000人以上の死傷者を出した「太陽の大虐殺」と呼ばれる事件を切っ掛けに、受験料が課せられる事となった。
筆記試験は100点満点で、班5人の合計点が300点に達すれば合格だが、実地試験開始後は班の代表者2名が参加する形式に変わり、2人で合計160点以上を取れなければ不合格となる。実地試験はダンジョンに赴いて課題をこなすもので、班の4人が参加し、不参加の1人は部屋で結果を待つ事になる。試験参加者は木曜日の夜のうちに班で相談して決める。
受験者が僅かになると突如として最終試験の実施が告知され、残っている班は試験地に向かう事になる。試験地や試験内容に関しては一切公にされておらず、参加者のみが知る事となる。最終試験が始まると班の連帯責任は無くなり、以降は試験の合否は受験者一人一人に下される。
最終試験の実態とは、カーベクス山にある「ドラゴンの聖地」に赴いて相棒のドラゴンを見つける事である（但し、その前に受験者毎に個別の試験がある）。相棒を選ぶのはドラゴンの方であり、受験者はただ自分を選んでくれるドラゴンを探して聖地を歩き回るしかない。これがドラゴンナイツ入隊試験の合格率が異様に低い一番の理由であり、例え研修や試験をどんなにいい成績で突破しても、ここでドラゴンに選ばれなければ入隊する事は出来ないのである。今までも性別を偽るなどで最終試験まで残った女性受験者もいたが、前述の理由によりドラゴンは絶対に女性を乗せない為、誰一人として隊員になる事は無かった。
ドラゴンスレイヤー
トゥルーエンディングで語られる敵。ドラゴンの天敵であり、平和を望まない者達とされるが、作中では登場するものの、まだ小さい敵影として語られるだけで実態を見る前に物語が完結する為、どのような敵なのかは不明。本作の初期案では旅立ったダイク達とドラゴンスレイヤーとの戦いが描かれる予定であり、ドラゴンスレイヤーにも「飯島キャラ」らしいキャラクターが続々登場する予定だった。

## エンディング
☆が付いているものはスタッフロールが流れるグッドエンド。付いていないものはバッドエンド。
- 01「きっとこの子も」

試験に落ちたダイクは故郷に帰り、無気力な日々を送る。見かねたクリフの勧めでグーリコの父親が経営する果樹園で働き、やがて同じ仕事場の女性と結ばれ、子供を授かる。きっとドラゴンナイツに憧れるであろう男児を。
- 02「怪獣王ここにあり」

試験に落ちたダイクは故郷に帰るが、洞窟に放置していたグーリコはモンスターを従えた王となっており、その子分にされたダイクはモンスターに囲まれた生活を送る羽目に。
- 03「子供も伴侶も…」

試験に落ちたダイクは故郷に帰るがクリフは既に亡く、唯一出迎えてくれた親友のグーリコと事業を始め、成功を収める。ふと気付けば父の年齢すら超える歳になっていたが、子供に夢を託すことを拒んだダイクは縁談を断り続け、生涯独身を貫いた。
- 04「ポーチェの笑顔に」☆

ドラゴンナイツに入隊したダイクをポーチェは笑顔で迎える。プリルの姿が見えるなどポーチェは謎が多いが、彼女が何者であれその笑顔を守るためにダイクは戦う事を決意する。
- 05「名店ブルーグラス」

試験に落ちたダイクはブルーグラスに就職。都一の名店にまで繁盛させ、やがてポーチェと結婚する。
- 06「スラムの若き帝王」

マディガンに勝ち、スラムの帝王となったダイク。しかしそれは夢で、現実は試験に落ちて転落人生を歩んだ末、死刑を待つだけの罪人だった。
- 07「さらばパトリシア」☆

ドラゴンナイツに入隊したダイクにパトリシアは別れを告げ、去っていく。今になって彼女が好きだったことに気づいたダイクはその想いを胸にしまい、愛する者も守る者もいない戦場に向かう。
- 08「文通の末に」

試験に落ちたダイクは故郷に帰るが、ポーチェから手紙が来たことで文通を始める。3年後、村に移住したポーチェと交際、結婚し、男児を授かり、いずれ我が子が試験に向かう日のために準備を始める。
- 09「仲間と共に」☆

バムルの子を託されたダイクは、入隊試験で一蓮托生だった仲間達にプリルも加え、共に旅立つ。
ストーリーを最後まで進めた場合のトゥルーエンド。ポーチェを除く恋愛対象ヒロインの好感度がどれだけ高くても、ドラゴンナイツに女性を迎えた場合はこのエンディングになる。
- 10「不良リベンジ」

一度はスラム中の不良を返り討ちにしたダイクだったが、スラム再訪時には強くなっていた不良に敗北し、殺される。
- 11「竜を駆る男たち」☆

ホルスの教えを守ることを選んだダイクは念願のドラゴンナイツに入隊。特殊隊員としてドラゴンの生態などを調べる任務が与えられる。
- 12「マリアンとの家庭」☆

ドラゴンナイツに入隊したダイクの元に毎日マリアンが家庭の味である弁当を甲斐甲斐しく届けに来る。ダイクはそんなマリアンを守るために戦う。
- 13「世界最強の漢」

リリスに難なく勝利したダイクは一躍有名になり、国王から次期王にまで任命され、王女と婚約する。我が子が有名になり過ぎて正体を隠せなくなったクリフは後進の育成に取り組む。そしてリリスはダイクに勝つためにトレーニングに明け暮れるのだった。
- 14「ポーチェとの旅立ち」☆

バムルの子を託されたダイクをポーチェが追ってくる。実はポーチェは大魔女ビビの子孫であり、自分がダイクと共に歩む事を先代から教わり、最初から知っていたという。ダイクはプリル、ポーチェと三人で旅立つ。
ポーチェとの恋愛イベントを進めてストーリーを最後まで進めた場合の、もう一つのトゥルーエンド。
- 15「さらばライアン二等兵」

サハギンの洞窟で倒れたダイクだが、それまでの出来事は全て夢であった。現実の彼は捕虜となっているライアン二等兵であり、敵基地に仕掛けた爆弾によって戦死する。
- 16「小鳥さえも」

マリアンとの恋愛に夢中で試験を怠けた所為で班の連帯が崩れる。ダイクはマリアンに相談しようとするが、彼女はビリーと恋人になっていた。打ちのめされたダイクには小鳥の囀りさえも自分を嘲笑っているように思えた。その後、試験に落ちたダイクは姿を消す。
- 17「最悪だ・・・」

ポーチェとの恋愛に夢中で試験を怠けた所為で班の連帯が崩れる。ダイクはポーチェに相談しようとするが、彼女はビリーと付き合っており、ダイクには知らん顔をする。ダイクは「最悪だ・・・」と呟くしかなかった。その後、試験に落ちたダイクは姿を消す。
- 18「逆襲のマディガン」

一度はマディガンを負かしたダイクだったが、二度目は敗れてしまう。倒れたダイクは不良にリンチされ、死亡する。
- 19「リリスを待つ日々」☆

ダイクはドラゴンナイツに入隊し、ドラゴンナイツになれなかったリリスはしばらくダイクの休日を一緒に過ごす日々を送るが、やがてダイクに相応しい女になるべく修行の旅に出る。愛する人の帰って来る日のため、ダイクは戦い続ける。
- 20「寂しげな瞳」

ティナとの恋愛に夢中で試験を怠けた所為で班の連帯が崩れる。ダイクはティナに相談しようとするが、ティナはダイクよりも相応しい相手としてビリーを選んでいた。しかし去り際にダイクに向けた彼女の瞳は寂しげだった。その後、試験に落ちたダイクは姿を消す。
- 21「ヤミノサナギ」

スラムで倒れたダイクは、目覚めると見知らぬ部屋に閉じ込められていた。記憶が曖昧なまま部屋からの脱出を図る。
開発中止になったシリーズ作品『闇の蛹』のセルフパロディ的なエンディング。
- 22「負け犬の身の程」

最終試験まで進んだものの、マイケルとの戦いに惨敗して不合格となる。ダイクは送還用の馬車に揺られながら仲間の合格を願う。
- 23「壊れた連帯」

ダイクが試験を怠け続けた所為で班の雰囲気は険悪となる。そのような状態で試験を乗り切れるはずもなく不合格となり、ダイクは姿を消す。
- 24「パトリシアの勇者」☆

ダイクはドラゴンナイツに入隊し、ドラゴンナイツになれなかったパトリシアは自身の得意分野を活かして彫刻家になった。ダイクはパトリシアの勇者として彼女を守るために戦う。
- 25「ティナの熱烈求愛」☆

ドラゴンナイツになったダイクに対し、ティナは態度を一変させて情熱的に尽くすようになる。現金なティナに多少呆れながらもそんな彼女が好きだと再認識したダイクはティナのために戦う事を決意する。

## その後の展開
パンドラMAXシリーズの各ソフトに、本作の登場人物がさまざまな形で出演している。
同一人物として登場する例もあれば、同じ顔の別人（いわゆるスターシステム）として登場する場合もある。
特にシリーズ第5作『ごちゃちる』には、本作とシリーズ第3作『ラビッシュブレイズン』の登場人物が共演するおまけシナリオ「ドラゴンナイツグロリアスVSラビッシュブレイズン」が収録されている。ただしシナリオ執筆者は飯島ではなく、『ラビッシュブレイズン』同様に和田慶子が担当しており、ストーリーの雰囲気も同作に近いコメディ調になっている。また、女性もドラゴンナイツになれる展開に進んでいながらダイク達が旅立たずにドラゴンナイツを続けていたり、バムルが生存していたりと、本作のどのエンディングの続きでもないパラレルな内容となっている。